# Cornelia Funke
Cornelia Caroline Funke (IPA: /'fʊŋkə/, Dorsten, Észak-Rajna-Vesztfália, 1958. december 10.) német írónő, akinek gyermekregényei több mint tízmillió példányban fogytak szerte a világon. Legismertebb műve a Tintavilág-trilógia, melynek első kötetét meg is filmesítették (Tintaszív) Brendan Fraser, Paul Bettany és Helen Mirren főszereplésével.
A férje: Rolf Funke, akivel 1981-ben házasodtak össze, és aki 2006-ban elhunyt. Az írónő gyermekeivel – Anna (1989), Ben (1994) – Los Angelesben él.

## Magyarul megjelent művei
- Sárkánylovasok; ill. szerző, ford. Nemes László; Ciceró, Budapest, 2002
- A tolvajok ura; ill. a szerző, ford. Nemes László; Ciceró, Budapest, 2003[7]
- Kísértetvadászok jeges nyomon; ill. szerző, ford. Kincses Edit; Ciceró, Budapest, 2004
- Kísértetvadászok forró nyomon; ill. a szerző, ford. Kincses Edit; Ciceró, Budapest, 2004
- Bűvölet; ill. a szerző, ford. Tandori Dezső; Ciceró, Budapest, 2004[8]
- Tintaszív; ford. Tandori Dezső; M&C Kft., Budapest, 2008[9]